# Fissicaudus androensis
Fissicaudus androensis är en stekelart som först beskrevs av Paonam och Singh 1988.  Fissicaudus androensis ingår i släktet Fissicaudus och familjen bracksteklar. Inga underarter finns listade i Catalogue of Life.